# 突袭油田
《突袭油田》（Oil Rush）是一个塔防型的即时战略游戏，由Unigine公司使用其Unigine引擎开发，于2012年1月25日发售。游戏背景设置在洪水淹没的后启示录世界，游戏目的是由玩家争夺及控制世界剩余的石油储量。游戏以数字版的形式在Linux，Mac OS X 和 Microsoft Windows 平台上发行。
游戏主题具争议性，随着突袭油田公开了一年多后，广为宣传深水地平线漏油事件。 游戏提供一个环境的警告消息，Unigine公司首席执行官丹尼斯Shergin评论，“能源吞噬军队的思想，他们为了争夺最后一滴石油，把世界污染的事件置之不理，这是一个环境的警告信息，我们希望让玩家在单人战役体验一下。
面对成群的敌方舰艇和其使用的油田，玩家必须捍卫石油钻井平台。发售后，Microsoft Windows和Linux用户可進行游戏SDK的数字下载。游戏的试玩将在游戏的发行之前推出。
Unigine原本计划要在2010年第四季度发布游戏，后来推迟到2011年3月，由於需要更多的开发时间和更多的时间与发行商谈判，发行时间一拖再拖直到2011年6月，这是为了用更多的时间来完成单人战役的开发。自2011年3月2日，游戏开放预购。Unigine原不打算Mac OS X的版本，但后来Unigine发话將推出一个Mac OS X的版本。现再延遲到2012年1月25日发售。
突袭油田的手机版本也正在策划，它比起普通的桌面版本可能包含较少的单位和任务。

## 外部連結
- （英文）官方網站 （页面存档备份，存于）